# Equines Cushing-Syndrom
Das Equine Cushing-Syndrom (ECS) bezeichnet eine Hormonstörung bei Pferden. Dem Begriff liegt ein Symptomkomplex zugrunde, der u. a. durch eine krankhaft erhöhte Ausschüttung von Cortisol (Hypercortisolismus), aber auch andere Faktoren ausgelöst werden kann.
Als Hauptursache für das ECS gilt ein (altersbedingter) Tumor in der Hirnanhangsdrüse Adenohypophyse (sekundärer Cushing). Als solche entspricht die Erkrankung dem als „Morbus Cushing“ bezeichneten und oft fälschlich mit dem „Cushing-Syndrom“ gleichgesetzten Formenkreis beim Menschen. Bei Pferden liegt eher selten ein Tumor der Nebennierenrinde (primärer Cushing, Hyperadrenokortizismus) als Ursache vor.
In der angelsächsischen Veterinärmedizin wird die bei Pferden prävalente Form des ECS aufgrund ihrer Lokalisation im Mittelteil (latein. pars intermedia) des Vorderlappens der Hypophyse (latein. „glandula pituitaria“) zur Abgrenzung von anderen Erkrankungen mit ähnlichem Erscheinungsbild als PPID (Pituitary Pars Intermedia Dysfunction) präzisiert.

## Ursachen
Als Hauptursache wird eine Überfunktion des schmalen Zwischenlappens innerhalb des Vorderlappens der Hirnanhangsdrüse (Adenohypophyse) angenommen, oftmals wahrscheinlich infolge eines Adenoms. Die Adenohypophyse reguliert über das Hormon ACTH die Produktion von Cortisol in der Nebennierenrinde. Wird von einer hypertrophen Adenohyphyse zu viel ACTH ausgeschüttet, führt dies zu einer konsequenten Überproduktion von Cortisol in der Nebenniere. Das Hormon Cortisol beeinflusst zahlreiche Stoffwechselfunktionen, das Herz-Kreislaufsystem und das Immunsystem. Cortisol stört den Proteinstoffwechsel, die Insulinproduktion wird gedrosselt, der Blutzuckerspiegel steigt. Dadurch entstehen schleichend eine Anzahl der unterschiedlichsten, zum Teil lebensbedrohlichen Gesundheitsstörungen.
Aufgrund der recht unterschiedlichen Erscheinungsbilder der Krankheit kommen differentialdiagnostisch aber auch andere Auslöser wie eine altersbedingte Insulin- oder Dopamin-Resistenz in Betracht. Beide Botenstoffe sind ihrerseits an der Regulation der Signaltransduktion der oben genannten Hormonkaskade beteiligt.
Auffällig ist, dass sehr überwiegend leichtfuttrige Pferde – zumeist Angehörige sogenannter Robustrassen – unter den erkrankten Pferden zu finden sind.
Beobachtungen legen zudem nahe, dass es sich bei einigen Formen des ECS um eine „Wohlstandskrankheit“ handelt, die großenteils überschonte, überfütterte (übergewichtige) und unterbeschäftigte Pferde im vorgerückten Alter befällt. Pferde mit einer solchen haltungs- und ernährungsbedingt erworbenen hormonellen Dysregulation werden oft unnötigen Diagnostiken und Medikationen unterzogen, die sich durch artgerechtere Haltung (Bewegung) und Fütterung vermeiden ließen. Nicht immer einfach ist daher auch die Abgrenzung zum Equinen Metabolischen Syndrom (EMS), einer Stoffwechselkrankheit zu dicker Pferde. ECS und EMS ähneln sich hinsichtlich der Symptomatik, während das EMS häufiger jüngere Pferde befällt, handelt es sich etwa ab dem Alter von 15 Jahren eher um ein ECS.

## Symptome
Die Symptome eines ECS sind häufig sehr unspezifisch. Sie werden oft irrtümlich für Alterserscheinungen gehalten. An ECS sollte man denken, wenn 2–3 Symptome aufeinandertreffen und andere Krankheiten ausgeschlossen sind.
- Haarkleidveränderungen
  - dickes langes Winterfell, verzögerter, sich überlagernder Fellwechsel, oft bleiben alte Haare zurück
  - langes Fell im Sommer, oft Löckchenbildung, langer, wuscheliger Kötenbehang
- übermäßiger Durst begleitet mit häufigem Wasserlassen
- Abmagerung auch bei gutem Fressverhalten hoher Futtergaben
- Muskelrückbildung vor allem am Rücken (Hängerücken), mitunter begleitet von Fettpolstern an Bauch (Hängebauch) und Mähnenkamm
- Hufprobleme (Hufabzesse, Huflederhautentzündung, Hufrehe mit untypischem Erscheinungsbild und auch zu ganz untypischen Jahreszeiten. Diese Rehe kann zur Hufbeinrotation oder -senkung führen, ist aber möglicherweise für das Pferd zeitweise fast schmerzfrei und zeigt daher auch nicht die typische Rehestellung.)
- Sehnenentzündungen
- Herz-Kreislaufprobleme bis hin zum gelegentlichen Umfallen
- seltener auch massive Stoffwechselentgleisungen mit kreuzverschlagähnlichen Symptomen
- häufige und hartnäckige Infekte, nicht behandelbare Durchfälle/Kotwasser
- Knochenprobleme, Osteoporose
- Lethargie
- Futterverweigerung, bei abnehmender Schutzschicht der Magenschleimhaut und verstärkter Magensäureproduktion Gefahr von Magengeschwüren
- seltsames Schwitzen ohne ersichtlichen Grund
- Mauke, Pilzbefall
- Wickelkauen, speicheln, allg. Fressprobleme, da die Pferde vermehrt zu Paradontalerkrankungen neigen.
- Ödeme über den Augen
- im Stehen lassen betroffene Pferde oft den Kopf hängen
- Pferde wirken depressiv und abwesend

## Diagnose
Am aussagekräftigsten ist der Dexamethason-Suppressionstest. Alternativ kann bei einem stress- und schmerzfreien Pferd die Messung des endogenen ACTH-Spiegels durchgeführt werden.

## Therapie
Die Krankheit ist nicht heilbar, aber unter Behandlung haben die meisten Cushing-Patienten noch ein jahrelanges beschwerdefreies Leben. Je früher die Therapie begonnen wird, desto eher bilden sich die Symptome zurück. Der Zustand des Tieres kann sich innerhalb einiger Wochen bis Monate nach Beginn der Behandlung dramatisch verbessern.
Pergolid als Monotherapeutikum in niedriger Dosierung gilt als das Mittel der Wahl. Zugelassen für Pferde ist Prascend. Als das 2. Mittel gilt Trilostan, ein Hydroxysteroid-Dehydrogenase-Inhibitor, der sich bei Hunden bewährt hat.
Wurde Hufrehe als eines von vielen möglichen Symptomen durch das ECS ausgelöst, ist eine oft langwierige und schwierige Bearbeitung der Hufe notwendig. Mit Geduld und vor allem kurzen Behandlungsintervallen sind aber auch hier dramatische Erfolge möglich.
Mönchspfeffer (Vitex agnus castes) wird als alternativmedizinische Ergänzung in Kombinationspräparaten mit Pergolid angeboten. Für einen therapeutischen Mehrwert stehen jedoch hinreichende Wirksamkeitsnachweise und eine eindeutige Studienlage noch aus.